# Jeff Nzokira
Jeff Nzokira (sinh ngày 24 tháng 10 năm 1987) là một cầu thủ bóng đá người Burundi hiện tại thi đấu cho Djibouti Télécom ở vị trí thủ môn.

## Sự nghiệp
Anh thi đấu cho Vital'O FC và Djibouti Télécom. Anh ra mắt quốc tế cho Burundi năm 2011.